# Cantone di Franconville
Il Cantone di Franconville è una divisione amministrativa degli arrondissement di Argenteuil e di Pontoise.
A seguito della riforma complessiva dei cantoni del 2014 è passato da 1 a 2 comuni.

## Composizione
Prima della riforma del 2014 comprendeva il solo comune di Franconville.
Dal 2015 comprende i comuni di Cormeilles-en-Parisis e di Franconville.